# Epigraphus
Epigraphus es un  género de coleópteros adéfagos perteneciente a la familia Carabidae.

## Especies
Comprende las siguientes especies:
- Epigraphus adoxus Basilewsky, 1967
- Epigraphus amplicollis (Schaum, 1854)
- Epigraphus arcuatocollis (Murray, 1857)
- Epigraphus congonicus Basilewsky, 1967
- Epigraphus differens Basilewsky, 1967
- Epigraphus fuscicornis (Kolbe, 1883)
- Epigraphus insolitus Bates, 1886